# Nikephoros (revista)
Nikephoros. Revista de Esportes e Cultura Antigas é uma revista científica no campo da antiguidade.
Nikephoros combina estudos filológicos, históricos e arqueológicos sobre o esporte de todo o mundo antigo ( culturas pré-históricas, antigas culturas orientais e egípcias antigas, culturas antigas do Mediterrâneo, antiguidade clássica, antiguidade tardia, mundo bizantino e a história da recepção no humanismo e nos tempos modernos). O foco da revista é sempre o respectivo esporte em todas as suas formas atléticas e artísticas e sua inserção na religião, cultura, política, direito, educação e vida cotidiana.
Nikephoros é publicado anualmente em um volume pela Weidmann desde 1988. Os editores são Paul Christesen, Wolfgang Decker, James G. Howie, Christian Mann, Peter Mauritsch, Zinon Papakonstantinou, Robert Rollinger, Ingomar Weiler, anteriormente Christoph Ulf, Joachim Ebert e Ulrich Sinn, e os editores institucionais são o Institute for Ancient History and Antiquities. a Universidade Karl-Franzens-Graz, o Instituto de História Antiga e Estudos Orientais da Universidade Leopold-Franzens-Innsbruck e o Instituto de História do Esporte da Universidade Alemã do Esporte de Colônia. O escritório editorial está localizado no Instituto de História Antiga e Estudos da Antiguidade na Karl-Franzens-University Graz, em particular com Werner Petermandl. Somente as análises são supervisionadas por Wolfgang Decker, do Instituto de História do Esporte da Universidade Esportiva Alemã de Colônia. Além da revista, folhetos também são publicados. Os idiomas de publicação dos ensaios e dos suplementos são alemão, inglês, francês e italiano.

## Conselho Consultivo Científico
O conselho consultivo científico da revista é composto por Paola Angeli Bernardini, Nigel B. Crowther, Frank Förster, Fernando García Romero, Sotiris G. Giatsis, Mark Golden, Volkert Haas, Michael Herb, Hugh M. Lee, Stephen G. Miller, Ioannis Mouratidis, Vera Olivová, Henri Willy Pleket, Michael B. Poliakoff, Paavo Roos, Thomas F. Scanlon, Peter Siewert, Jean-Yves Strasser, Jean-Paul Thuillier, Panos D. Valavanis, Christian Wallner, Steffen Wenig e David C. Young.
Os ex-membros do conselho científico foram Heribert Aigner (1988–2015), Peter Frisch (1988–2015), Egon Maróti (até 2012) e Reinhold Merkelbach (1988–2006).